# Xenorhina oxycephala
Espèce
Synonymes
- Bombinator oxycephalus Schlegel, 1858
- Xenorhina stresemanni Ahl, 1932

Statut de conservation UICN

 LC  : Préoccupation mineure
Xenorhina oxycephala est une espèce d'amphibiens de la famille des Microhylidae.

## Répartition

Aire de répartition de Xenorhina oxycephala.

Cette espèce est endémique de Nouvelle-Guinée. Son aire de répartition concerne le Nord-Ouest de la Nouvelle-Guinée occidentale, l'île Yapen, et la côte nord de la Papouasie-Nouvelle-Guinée. Elle est présente jusqu'à 700 m d'altitude,.

## Publications originales
- Ahl, 1932 : Eine neue Eidechse und zwei neue Frösche von der Insel Jobi. Mitteilungen aus dem Zoologischen Museum in Berlin, vol. 17, p. 892-899.
- Schlegel, 1858 : Handleiding tot de Beoefening der Dierkunde, Breda, Koninklijke Militaire Akademie, vol. 2 (texte intégral).